# Hinterfußlänge
Die Hinterfußlänge ist ein Körpermaß und bezeichnet die Länge des Hinterfußes von Säugetieren vom Vorderende der längsten Zehe bis zum Hinterrand der Ferse bei gestrecktem Fuß.
Das Standardmaß wird mit einem Messschieber, einem Greifzirkel oder einem durchsichtigen Lineal genommen.
Gewöhnlich wird es ohne Krallen (sans unguis) angegeben, da diese gebrochen oder abgenutzt sein können.
In Nordamerika (einschließlich Grönland und bis Panama) wird die Hinterfußlänge jedoch grundsätzlich mit Krallen (cum unguis)  ermittelt.
Überstehende Haare werden nicht mitgemessen.
Hinreichend genaue Messergebnisse sind am lebenden Tier gewöhnlich nicht zu erhalten.
Empfohlen wird die Messung an frisch toten Tieren; von Messungen während der Totenstarre wird dagegen abgeraten.
Von den äußeren Körpermaßen ist die Hinterfußlänge das zuverlässigste Maß mit der geringsten Variationsbreite.
So kann sie sogar bei Bälgen und Fellen ermittelt werden, wenn die nur sehr wenig schrumpfenden Fußknochen darin belassen wurden.
Zudem haben die Hinterfüße ihre endgültige Länge meist schon vor Abschluss des allgemeinen Körperwachstums erreicht.